# وایل (باواریا)
ویل (باواریا) (به آلمانی: Weil, Bavaria) یک شهر در آلمان است که در بایرن واقع شده‌است.

## خصوصیات
ویل ۴۴٫۴۸ کیلومترمربع مساحت دارد ۵۸۷ متر بالاتر از سطح دریا واقع شده‌است.